# Пронино (Череповецкий район)
Пронино — деревня в Череповецком районе Вологодской области.
Входит в состав Югского сельского поселения (с 1 января 2006 года по 8 апреля 2009 года входила в Сурковское сельское поселение), с точки зрения административно-территориального деления — в Батранский сельсовет.
Расстояние до районного центра Череповца по автодороге — 45 км, до центра муниципального образования Нового Домозерова по прямой — 18 км. Ближайшие населённые пункты — Большая Шорманга,Воробьёво, Нагавицыно, Новая Деревня.
По переписи 2002 года население — 22 человека (8 мужчин, 14 женщин). Всё население — русские.